# シンボリック相互作用論
シンボリック相互作用論（シンボリックそうごさようろん、Symbolic Interactionism）とは、1960年代初頭にアメリカの社会学者H・G・ブルーマーが提唱した、社会学的・社会心理学的パースペクティブの1つである。人間間の社会的相互作用（相互行為）、特にシンボリックな相互作用（symbolic interaction）を主たる研究対象とし、そうした現象を「行為者の観点」から明らかにしようとするものである。

## 概要（歴史的流れ）
シンボリック相互作用論は、ジョージ・ハーバート・ミードと精神科医ハリー・スタック・サリヴァンの残した文献まで遡ることが出来る。
ブルーマーは、主として1950年代と1960年代に数多くの論文を執筆し、シンボリック相互作用論の体系化を図った。ブルーマーのシンボリック相互作用論が、タルコット・パーソンズを中心とする構造機能主義社会学や、G・A・ランドバーグを中心とする社会学的実証主義（操作主義）を批判し、それに代わる分析枠組や研究手法を発展させようとしたことは良く知られている。とりわけ、その分析枠組に関しては、これまでの日本の研究においては、それが提示する「動的社会」観が高く評価されてきた。すなわち、社会を、「主体的人間」によって、形成・再形成される「流動的な過程」ないしは「変動的」「生成発展的」なものと捉える、そうした社会観が高く評価されてきた。
当初「シンボリック相互作用論」と言えば、それは「ブルーマー」と同義という時代がしばらくの間続いた。とはいえその後、1970年代、1980年代になると、シンボリック相互作用論を担う新しい「リーダーとして」、ノーマン・デンジン、タモツ・シブタニ、アンセルム・ストラウス、ラルフ・ターナー、ハワード・ベッカー、ヒュー・ダンカン、S・ストライカー、ゲイリー・ファインなどが登場し、この理論の新たな方向性が模索されるとともに、ブルーマーの理論化に対する種々の批判が展開されるに至り、従来からのシンボリック相互作用論とこれら新たなリーダーたちのシンボリック相互作用論との間で活発な相互影響過程が生じた。1980年代にはさらに、アーヴィング・ゴッフマンが登場し、「ドラマツルギー」と呼ばれる手法が提示された。
アメリカ社会学においては、この手法はSIと呼ばれ、SIにもとづいた幼児集団の観察など、社会心理学的な実証研究や小集団研究が一時期は盛んに行われた。ただ、質的研究や質的な社会調査は、的確な分析結果をもとに成果を発表することが難しく、研究者にとっては発表論文数が少なくなりがちとなる。このことから、かならずしも研究者の評価にはつながらず、競争が厳しいアメリカ社会学においては全般的に沈滞気味であり、研究例は減少傾向にあると言わざるをえない。

## シンボリック相互作用論における「前提」・「人間観」・「社会観」・「方法論」
ブルーマーによれば、シンボリック相互作用論は以下の3つの基本的「前提」を共有するパースペクティブを指す（Blumer 1969: 2=1991: 2）。
1. 人間は、ある事柄が自分にとって持つ意味にもとづいて行為する。
2. そうした事柄の意味は、その人間がその相手と執り行う社会的相互作用から発生する、ないしは導出される。
3. そうした事柄の意味は、その事柄に対処する際にその人間が活用する解釈過程（＝自分自身との相互作用）の過程を通じて、取り扱われたり、修正されたりする。

人々は日常生活において、身のまわりの現実を構成する様々な事物（「事柄」(thing)）に種々の「意味」(meaning)を付与しながら（あるいは前もって付与した上で）、その現実に働きかけ（＝行為、社会的行為）を行っている（第1前提）。換言するならば、人間は、自らと現実との間に「意味」をはさんで生活している、とも言える。ブルーマーは、そうした意味が付与された事物を「対象」(object)と、その対象からのみ構成される領域を「世界」(world)と呼んで、「現実の世界」(world of reality)から区別している。人間は「世界」のなかで生活しているのであって、「現実の世界」のなかで生活しているわけではない。どのような対象が構成されるかは、その対象をめぐってどのような社会的相互作用が営まれるかに依存している。たとえば一本の「木材」は、これから野球をやろうとする人々の間では＜バット＞という対象になるかも知れないし、山で遭難したグループのなかでは＜たき火の薪＞という対象になるかも知れない。事物の意味は事物それ自体にあらかじめ備わっているわけではないし（＝実在論の否定）、また、ある一個人が恣意的に「我思うゆえに」付与しているわけでもない（＝観念論の否定）（第2前提）。その事物がどういう対象として構築されるかで、その対象（というよりも対象となる事物）に対する働きかけ方も異なってくる（第1前提）。ブルーマーは対象を、物的対象・社会的対象・抽象的対象の3つに分類しているが、上記のこと（第2前提）は、どの対象についても当てはまることである。とはいえ、先行する社会的相互作用を通じて生み出された対象に対して、人々は既存の意味とは異なる意味を付与する可能性がある（第3前提）。「夫婦同姓制度」（事物）は＜当たり前＞（意味a）ではなく、それは日本国憲法第13条の理念に反する＜社会問題的状態である＞（意味b）と主張する人々は、「夫婦同姓制度」＝＜当たり前＞という社会的対象に「違和感」という新しい意味を付与した人々だ、と捉えることが出来る。
上記の3つの前提のうち、とりわけ第3の前提は、シンボリック相互作用論が捉える「人間観」を考える上で非常に重要なものである。
ブルーマーは、人間というものを概念化する上で、その「活動的」(active)な性格をとりわけ重要視した。人間とは、自らの外部や内部から自分に寄せられる（と社会科学一般において想定されている）種々の刺激に対して「ただ単に反応する」(merely respond)、という「消極的」(passive)な存在ではない。むしろ人間は、そうした刺激を自らに「表示」(indication)し、それを「解釈」(interpretation)することで、その刺激が自らにとって持つ意味を再構成する可能性を常に秘めた存在である。換言するならば、人間とその行動は、「刺激→反応」という図式において捉えられべきではなく、「刺激→解釈→反応」という図式において捉えられるべきなのである。人間は、自らを取り巻く現実の世界に「対峙する」存在として、その行動は自動的に「解放ないしは放出」(release)されるものとしてではなく、解釈という営みによって漸進的に「構築」される(constructed)ものとして捉えられなければならない。こうしたブルーマーによる（シンボリック相互作用論による）人間の捉え方は、一方で心理学におけるワトソン流の「行動主義」(behaviorism)を、他方で社会学における「社会化過剰の人間観」を強く論敵として意識したものである。
「個人と社会」の関係について、シンボリック相互作用論は、社会が人間を規定する側面よりも、人間が社会を規定する側面を強調している。社会とは、解釈を行う人びと（「主体的人間」）によって、日々形成・再形成を経験している「動的」で「過程的」なものと捉えられなければならない（「動的社会」観）。決して、静態的で不動な社会が、人びとを一方的に「社会化」し「社会統制」の檻に閉じ込めているわけではない。シンボリック相互作用論の「社会観」の内実を、ブルーマーは以下のように要約している。
人間の社会は、そこに暮らす人々による社会的相互作用が幾重にも折り重なったものと捉えることが出来る。そうした人々の社会的相互作用は、そこに参与する個々人の解釈過程に媒介されている。であるならば、「方法論」として、社会を研究する社会学者たちは、そうした個々人の解釈過程の内側に入りこまなければならないことになる。ここからシンボリック相互作用論者たちは、研究姿勢としての「行為者の観点」からのアプローチを強調する。このアプローチにはしばしば「ヒューマン・ドキュメント」などの質的（定性的）資料が用いられることになる。